# Usa (Ōita)
Usa (宇佐市 -shi) é uma cidade japonesa localizada na província de Oita.
Em 2003 a cidade tinha uma população estimada em 49 021 habitantes e uma densidade populacional de 274,94 h/km². Tem uma área total de 178,30 km².
Recebeu o estatuto de cidade a 1 de Abril de 1967.